# Darlington (Nouvelle-Galles du Sud)
 (mai 2025).
Si vous disposez d'ouvrages ou d'articles de référence ou si vous connaissez des sites web de qualité traitant du thème abordé ici, merci de compléter l'article en donnant les références utiles à sa vérifiabilité et en les liant à la section « Notes et références ».
Pour les articles homonymes, voir Darlington.
Darlington est une petite ville, dans la banlieue de Sydney, Nouvelles-Galles du Sud, Australie. Darlington est situé a environ trois km au sud du centre d’affaires de Sydney et fait partie de la zone du gouvernement local de la ville de Sydney.